# Bat Out of Hell II: Back Into Hell
Bat out of Hell II: Back into Hell är ett musikalbum av sångaren Meat Loaf från 1993. För honom innebar albumet en comeback efter en tid av motgångar såväl musikaliskt som i det personliga livet. Som namnet antyder var det menat som en uppföljare till succéalbumet Bat Out of Hell från 1977. 2006 kom ytterligare en del i serien, Bat Out of Hell III: The Monster Is Loose.
Låtarna är skrivna av Jim Steinman och flera av dem är återvunna från dennes tidigare projekt, dels soloalbumet Bad for Good ("Rock & Roll Dreams Come Through", "Out of the Frying Pan (and into the Fire)" och "Lost Boys and Golden Girls") och dels Pandora's Boxs Original Sin ("It Just Won't Quit" och "Good Girls Go to Heaven (Bad Girls Go Everywhere)").
"I'd Do Anything for Love (but I Won't Do That)" blev den stora hitsingeln på albumet, Meat Loafs största hittills. Bland annat låg den etta på singellistan i Storbritannien i sju veckor. Även låten "Life Is a Lemon and I Want My Money Back" utgavs som singel och klättrade till nummer 17 på Billboardlistan Hot Mainstream Rock Tracks.

## Låtlista
Samtliga låtar skrivna av Jim Steinman.
1. "I'd Do Anything for Love (but I Won't Do That)" – 12:01
2. "Life Is a Lemon and I Want My Money Back" – 8:00
3. "Rock & Roll Dreams Come Through" – 5:51
4. "It Just Won't Quit" – 7:21
5. "Out of the Frying Pan (and into the Fire)" – 7:24
6. "Objects in the Rear View Mirror May Appear Closer Than They Are" – 10:16
7. "Wasted Youth" – 2:41
8. "Everything Louder Than Everything Else" – 9:00
9. "Good Girls Go to Heaven (Bad Girls Go Everywhere)" – 6:53
10. "Back into Hell" – 2:46
11. "Lost Boys and Golden Girls" – 4:20

## Medverkande
Musiker
- Meat Loaf – sång, bakgrundssång, arrangement (spår 2, 4)
- Todd Rundgren – bakgrundssång (spår 1–6, 8, 9), arrangement
- Jim Steinman – tal (spår 7), bakgrundssång (spår 2), arrangement
- Kenny Aronoff – trummor
- Roy Bittan – piano, keyboard
- Jeff Bova – orgel (spår 8), synthesizer, programmering
- Jimmy Bralower – trummor (spår 9)
- Steve Buslowe – basgitarr
- Robert Coron – bakgrundssång (spår 2)
- Lorraine Crosby – sång (spår 1, som "Mrs. Loud"), bakgrundssång (spår 2, 6, 8)
- Brett Cullen – bakgrundssång (spår 2)
- Rory Dodd – sång (spår 6), bakgrundssång (spår 1-5, 9, 11)
- Stuart Emerson – bakgrundssång (spår 2, 6)
- Ellen Foley – sång (spår 6)
- Cynthia Geary – bakgrundssång (spår 2)
- Amy Goff – bakgrundssång (spår 2, 9)
- Elaine Goff – bakgrundssång (spår 2, 9)
- Max Haskett – bakgrundssång (spår 6, 8)
- Curtis King – bakgrundssång (spår 9)
- Michelle Little – bakgrundssång (spår 2)
- Rick Marotta – trummor (spår 6, 8)
- Eddie Martinez – gitarr (spår 1, 2, 6, 8, 9)
- Brian Meagher – säckpipa (spår 8), trummor (spår 8)
- Justin Meagher – säckpipa (spår 8), trummor (spår 8)
- Gunnar Nelson – bakgrundssång (spår 2)
- Matthew Nelson – bakgrundssång (spår 2)
- Bill Payne – piano (spår 6, 8, 11)
- Lenny Pickett – saxofon (spår 3, 9)
- Tim Pierce – gitarr (spår 1–5)
- Kasim Sulton – bakgrundssång
- Pat Thrall – gitarr (spår 4, 5)
- Eric Troyer – bakgrundssång (spår 11)

Produktion
- Roy Bittan – musikproducent
- Jim Steinman – musikproducent
- Steve Rinkoff – musikproducent, ljudtekniker, ljudmix
- Steve Holroyd – ljudtekniker
- Chris Albert, Steve Boyer, Victor Deyglio, Bill Gardner, Dan Gellert, Mark Guilbeault, Brandon Harris, Matthew "Boomer" La Monica – assisterande ljudtekniker
- David Thoener – ljudmix
- Greg Calbi – mastering